# أغتشة مشهد تشاردولي
أغتشة مشهد تشاردولي هي قرية في مقاطعة ملكان، إيران. عدد سكان هذه القرية هو 72 في سنة 2006.